# 地球以外の実在天体を扱った事物
地球以外の実在天体を扱った事物（ちきゅういがいのじつざいてんたいをあつかったじぶつ）は、地球以外の実在する天体（仮説も含む）を扱った小説や音楽などの作品をはじめ、それに由来する事物全般である。

## 太陽系

### 太陽系
太陽系

#### ドラマ・アニメ
- 電脳警察サイバーコップ
- 美少女戦士セーラームーン

上記2例のように、五人組で戦うなどの集団ヒーロー物作品には、各キャラクター毎に太陽系惑星や星座の英語名を使用している作品が比較的多く存在する。
- キャプテンウルトラ - 東映制作、TBS系列で放映(1967年)の特撮テレビドラマシリーズ。元ネタはエドモンド・ハミルトン原作のSF小説《キャプテン・フューチャー》シリーズである。舞台は21世紀後半。宇宙警察パトロール隊のキャプテンウルトラが艇長を務める宇宙船シュピーゲル号の活動範囲は、原則として太陽系内だが、位置不詳の太陽系外の天体が舞台となることもある。
- カウボーイビバップ (Cowboy Bebop) - サンライズ制作、テレビ東京系などで放映(1998年)のSFアニメ。2022年に、地球は月での位相差空間ゲートの実験中の大事故によりほぼ壊滅しており、火星を中心とした2071年の太陽系が舞台となっている。

#### 小説
- シラノ・ド・ベルジュラック 『太陽諸国諸帝国』(1662年)
- 貫名駿一 『星世界旅行 千万無量』(1882年)[1]
- 古荘国雄 『四百年後』(1926年) - 金星や火星には宇宙人が文明を築いている[2]
- エドモンド・ハミルトンによるスペースオペラ《キャプテン・フューチャー》Captain Future シリーズ(1940年 - 1951年)では、キャプテン・フューチャーことカーティス・ニュートンと3人のフューチャーメン、サイモン、グラッグ、オットーおよび、彼らの宇宙船コメット号の活動範囲は原則として太陽系内である。ただし、必要な場合は超光速航法により銀河中心核への遠征を行う能力も有している。
- C・L・ムーアによるSFファンタジー《ノースウェスト・スミス》Northwest Smith シリーズ(1933年 - 1940年)では、アウトローの地球人スペースマン、通称ノースウェスト・スミスと相棒の金星人ヤロールの活動範囲は太陽系内である。ただし、ストーリーに現れる舞台は金星、地球、月、火星、木星の衛星のみである。
- 三島由紀夫の小説『美しい星』 (1962年) は、各々が太陽系の別々の惑星出身の宇宙人であると思い込んでいる埼玉県飯能市在住の家族の物語である。
- ジョン・ヴァーリイのSF小説シリーズ《八世界》シリーズでは、2050年に異星人が地球を訪問し、クジラ類を正統な知的住民と認め、人類を僭主種族として排除した(全ての生産手段を破壊し、大部分の人類は餓死した)。時を同じくして、人類のわずかな生存者たちは、へびつかい座70番星系が送信源と考えられる、高度なオーバーテクノロジーを含んだ謎の通信ビーム「へびつかい座ホットライン」を受信。提供者もその意図も不明のまま、生存者たちはそのオーバーテクノロジーに頼って、太陽系の地球以外の8つの天体《八世界》で細々と生きながらえていた。
- アーサー・Ｃ・クラークのＳＦ短編『太陽系最後の日』では、太陽が新星爆発する前に、人類を救助しようとする異星人の活躍を描いている。
- ジェイムズ・P・ホーガンのSF小説シリーズ『星を継ぐ者』では、月で見つかった身元不明の人類の遺体から、木星の衛星ガニメデなどで話が展開される。

#### ゲーム
- MO TPS『Warframe』Digital Extremes（2013年 - ）- テンノと呼ばれる種族となり、太陽系を舞台に様々なミッションを遂行していく。
- MO アクションRPG FPS『Destiny』バンジー（2014年 - ）- トラベラーと呼ばれる謎の球体は、自ら犠牲になりAI「ゴースト」を生み出し「光」という力を与えた。人類をガーディアンと呼ばれる戦士にし、太陽系に迫る脅威「暗黒」に立ち向かう。
- 『Destiny 2』バンジー（2017年 - ）- 『Destiny』の続編。地球最後の都市「シティ」が突然レッド・リージョンと呼ばれるカバル軍に襲撃され、人類が「光」を失い陥落する。その後、ガーディアンはヨーロッパ・デッドゾーンに行き、トラベラーの破片に触れて「光」を取り戻し、反撃を開始する。

### 太陽
太陽

#### 小説
- デイヴィッド・ブリン『サンダイバー』(1980年)- 知性化シリーズの長編。

#### ドラマ・アニメ・映画
- ゼロテスターのゲスト登場メカZ-1が太陽内部を飛行。
- クライシス2050において、太陽の巨大フレアによって地球の滅亡の危機に見舞われた人類は、反物質爆弾を太陽に打ち込みフレアの方向を変えてエネルギーを放出させる作戦を実行。
- サンダーバードに登場する太陽成分採取船が存在し、名前も「太陽号（Sun Probe）」という。作中の1エピソードを担う重要な役割で登場。なお、日英で放送順が違う為に存在基数が異なる設定の不具合が生じている。
- SFドラマシリーズ『ウルトラQ』(円谷特技プロダクション制作、1966年)の第11話「バルンガ」では、東京上空に居座り、全てのエネルギーを吸収する風船状の宇宙怪獣バルンガは、国連が大気圏外に打ち上げた人工太陽に誘導されて、本来の食物である恒星の存在に気づき、太陽を目指して去る。作戦立案者の奈良丸博士は最後に「太陽がバルンガを喰うのか、バルンガが太陽を喰うのか」とつぶやく。

### 水星
水星
SF作品では近接する太陽との関わりで登場することが多い。

#### 小説
- アイザック・アシモフ 『堂々巡り』-『われはロボット』(1950年)収録の短編。
- ラリー・ニーヴン『いちばん寒い場所』(1964年)- ノウンスペース・シリーズの短編。水星は自転と公転が同期しているという前提で書かれたが、発表される直前にそうではないことが判明してしまったという曰く付きの作品である。
- アーサー・C・クラーク『宇宙のランデヴー』(1973年)
- ジョン・ヴァーリィ『逆行の夏』(1975年)- 八世界シリーズの短編。
- デイヴィッド・ブリン『サンダイバー』(1980年)- 知性化シリーズの長編。
- キム・スタンリー・ロビンソン "Mercurial" in The Planet on the Table(1986年)、Blue Mars(1996年)
- 野尻抱介『太陽の簒奪者』(2002年)
- ベン・ボーヴァ Mercury (2005年)
- 谷甲州 『熱極基準点』(1988年) (『星を創る者たち』(2014年)所収)
- ロバート・L・フォワードの『ロシュワールド』Rocheworld (1990) では、バーナード星へ航行する有人のライトセイル船プロメテウス号を駆動するレーザー光源設備は、太陽光をエネルギー源として水星の上空に置かれ、太陽光圧、レーザー光圧および太陽と水星からの引力をバランスさせることにより位置を制御している。

#### 漫画
- 星野之宣「灼ける男」（『大いなる回帰』所収）
- 木城ゆきと「銃夢 LastOrder」ナノマシンテロにより生物が全く住めない状態に成り果て、放置されている。

#### 音楽
- 組曲『惑星』第3曲「水星、翼のある使者」（グスターヴ・ホルスト）
- 『水星より愛をこめて』（SuiseiNoboAz） - アルバム『SuiseiNoboAz』収録
- 『水星』（tofubeats） - シングル『水星』収録
- 『水星のワルツ』（ナユタン星人） - アルバム『ナユタン星からの物体X』収録

#### 映画・アニメ
- 『アルマゲドン2012　マーキュリー・クライシス』(原題 Collision Earth、2011年)-太陽フレアの影響で強力な磁場を帯びた水星が軌道を外れて地球に接近して異変を引き起こし、地表の学者や水星探査船のクルーたちが破滅を回避すべく奔走する。
- 『機動戦士ガンダム　水星の魔女』(2022年)主人公の少女スレッタ・マーキュリーとその母親プロスペラ・マーキュリーは地球圏を追われ水星に居住し、スレッタ・マーキュリーは成長して地球圏のアスティカシア専門学校へ進学する。

### 金星
金星
20世紀前半のSFなどでは、地球の熱帯に似た、またはもっと蒸し暑い密林の星として描かれることがあった。金星の探査が進むにつれてそうした光景は存在しないことが明らかになったが、後にはテラフォーミングなどによって人工的にそうした環境を作り出すという設定の作品も登場している。

#### 小説
- 『金星への航海』(Voyage à Vénus)(アシール・エアーオード) (1865年)
- 金星シリーズ（エドガー・ライス・バローズ）（1932年）
- 『金星探検』（アレクサンドル・ベリャーエフ）（1933年）
- 『金星への旅（英語版）』 （C・S・ルイス）（1943年）
- 『非Aの世界』（A・E・ヴァン・ヴォークト）（1948年） - 温度条件に特筆はないが、地球より遥かに巨大な木が生えた多雨の惑星として描かれている。
- 『長雨』（レイ・ブラッドベリ）（1950年） - 短編集『刺青の男』収録。上記の20世紀始めのイメージに基づく金星が舞台となっている。
- 『金星応答なし』（スタニスワフ・レム）（1951年）
- 『地獄で立ち往生』（ラリー・ニーヴン）（1965年）
- 『創星記』（川又千秋）（1985年）
- 『灼熱のヴィーナス』（谷甲州）（2012年）（『星を創る者たち』(2014年)所収） 初出はNOVA_書き下ろし日本SFコレクション#NOVA_7

#### 漫画
- 『美神曲』（星野之宣）（1981年）
- 『ブラックマジック』（士郎正宗）（1985年）
- 『ヴイナス戦記』（安彦良和）（1987年）
- 『雲界の旅人』（あろひろし）（1987年）
- 『宇宙英雄物語』（伊東岳彦）（1988年）
- 『暁星記』（菅原雅雪）（1999年）
- 『銃夢 LastOrder』（木城ゆきと）（2000年） - 生物工学が発達した「金星共和国」が設立されている。

#### 映画
- 『惑星大戦争』（1977年、東宝）

#### 絵画
- 『夕星』（東山魁夷）

#### 音楽
- ワルツ『宵の明星の軌道（金星の軌道）』（ヨーゼフ・シュトラウス）
- 組曲『惑星』第2曲「金星、平和をもたらす者」（グスターヴ・ホルスト）
- 行進曲『金星の日面通過』 （ジョン・フィリップ・スーザ）
- 『金星の女たちの歌』（アストル・ピアソラ）
- 『金星のライオン (Missin'You)』（PINK CLOUD） - アルバム『CLOUD LAND -桃源郷-』収録
- 『金星伝説』（南野陽子） - シングル『さよならのめまい』収録
- 『金星』（平沢進） - アルバム『時空の水』収録
- 『ファイナル・カウントダウン』（ヨーロッパ） - アルバム『ファイナル・カウントダウン』収録
- 『金星』(ELLEGARDEN) 　- アルバム「BRING YOUR BOARD!!」収録
- 『モーゲンシュテァン（Morgenstern）』（ラムシュタイン） - アルバム『ライゼ・ライゼ～南船北馬』収録
- 『金星のダンス』（ナユタン星人） - アルバム『ナユタン星からの物体Z』収録

### 火星
火星

### 木星
木星

### 土星
土星
土星またはその周辺が主な舞台となる作品等。

#### 音楽
- 組曲『惑星』第5曲「土星、老いをもたらす者」（グスターヴ・ホルスト）
- 『土星にやさしく』（ザ・クロマニヨンズ） - アルバム『ザ・クロマニヨンズ』収録
- 『Saturn』（Mr.Saturn） - 音楽ゲーム『Dance Dance Revolution SuperNOVA2』収録
- 『カッシーニ（土星に環がある理由）』（元ちとせ） - アルバム『カッシーニ』収録
- 『土星の環』（集団行動） - アルバム『集団行動』収録
- 『土星少年』（POLTA） - アルバム『LOVE TO DIE』収録
- 『土星とユニコーン』（山﨑彩音） - シングル『土星とユニコーン』収録

#### 小説
- 『2001年宇宙の旅』（アーサー・C・クラーク）
- 『サターン・デッドヒート』（グラント・キャリン）
- 『8ガールズ オデッセイ』（吉田親司）
- スパイダー・ロビンスン、ジーン・ロビンスンの『スターダンス』Stardance (1979)では、天才ゼロGダンサー、シャーラの命を懸けたコミュニケーションの結果、太陽系を去ったはずの異星人が再び土星近傍に出現し、シャーラの遺志を継ぐスターダンサーズは国連安全保障理事会の要請のもと、ゼロGダンスによる異星人とのコミュニケーションを試みる。
- クラーク・アシュトン・スミスのクトゥルフ神話短編『魔道士エイボン』では、ヒューペルボリアのイホウンデー教団の大神官モルギがエイボンを逮捕しようとするが、エイボンはツァトゥグァから与えられた一方通行の抜け穴によってサイクラノーシュ（土星）に逃れる。モルギもエイボンを追って果敢に抜け穴を通り抜け、以後土星での二人の冒険譚が語られる。

#### 映画
- 『スペース・サタン』（原題: Saturn 3） - 土星の第3衛星テティス上に建造された宇宙ステーションを舞台としたSFホラー。

### 天王星
天王星

#### 音楽
- 組曲『惑星』第6曲「天王星、魔術師」（グスターヴ・ホルスト）
- 『Uranus』（Tatsh SN 2 Style） - 音楽ゲーム『Dance Dance Revolution SuperNOVA2』収録

#### 小説
- 谷甲州の『航空宇宙軍史』

### 海王星
海王星

#### 音楽
- 組曲『惑星』第7曲「海王星、神秘主義者」（グスターヴ・ホルスト）
- 『Poseidon』（NAOKI underground） - 音楽ゲーム『Dance Dance Revolution SuperNOVA2』収録

#### 小説
- 『プタヴの世界』（ラリー・ニーヴン）

#### 映画
- 『アド・アストラ』

#### 漫画
- 『うる星やつら』（高橋留美子）では、おユキが海王星の女王。

#### ドラマ
- 『ウルトラマンタロウ』 - 第40話「ウルトラ兄弟を超えてゆけ！」で、ウルトラ兄弟たちに倒された7体の怪獣・宇宙人・超獣の怨念が集まり、タイラントが誕生する。

### ケレス
ケレス
- 管弦楽曲 "Ceres"。イギリスの作曲家マーク＝アンソニー・タネジは、ホルストによる『惑星』に続く曲として、サイモン・ラトルの委嘱により管弦楽曲 "Ceres" を作曲した。この曲は、ラトルが『惑星』及び他に委嘱した3曲と共にベルリン・フィルハーモニー管弦楽団を振ったCDに収録された (EMI 0946 3 59382 2 7)。
- 『銀河機攻隊マジェスティックプリンス』宇宙からの侵略者「ウルガル」への対抗措置として、地球側がこの星域で「ケレス大戦」と称した一大反抗作戦を展開する。
- 『天冥の標』シリーズ（小川一水）ケレスが小惑星帯への宇宙植民の中心地として登場し、物語上の鍵となる。同作者には、他にも宇宙植民地となったケレスが登場する作品がある。
- アメリカのTVドラマ『エクスパンス -巨獣めざめる-』小惑星帯（ベルト）に点在する植民地の中心的存在として登場する。人工的に回転速度を速めることで、内部を掘りぬいて建造された居住区に0.3Gの人工重力を与えている。これは他の小惑星植民地（パラス、エロス等）に関しても同様である。第1シーズンの主要な舞台の一つ。

### 冥王星
冥王星

### 月
月

#### 小説
- 『イカロメニッポス』ルキアノス (ギリシャ時代) - 翼をつけてオリンポスの山から飛び上がることで月に行く様子が描かれている。
- 『本当の話』ルキアノス (ギリシャ時代) - 月での出来事が描かれている。
- 『竹取物語』 (平安時代初期)
- 『狂えるオルランド』ルドヴィーコ・アリオスト（1516年）
- 『月世界旅行記』シラノ・ド・ベルジュラック (1656年)
- 『A Trip to the Moon』ムルタ・マクダーモット (1728年)[3]。
- 『ハンス・プファールの無類の冒険（英語版）』エドガー・アラン・ポー（1835年）
- 『月世界旅行』ジュール・ヴェルヌ (1865年、1870年)[注 1]。
- 『千万無量 星世界旅行』貫名駿一 (1882年)[1]
- 『夢幻現象 政海之破裂』井口元一郎 (1888年)[4]
- 『月世界最初の人間』ハーバート・ジョージ・ウェルズ (1901年)
- 『月世界探検』羽化仙史 (1906年)[5]
- 『怪飛行艇 月世界旅行』石松夢人 (1915年)[6]
- 『月を売った男』ロバート・A・ハインライン (1949年)
- 『月は地獄だ!』ジョン・W・キャンベル (1951年)
- 『月は無慈悲な夜の女王』ロバート・A・ハインライン (1966年)
- 半村良のSF小説『産霊山秘録』(むすびのやまひろく、早川書房、1973年)では、アポロ11号は実は4人乗りで、3人の乗員が月面着陸を果たしており、公表されていない乗員は、日本の古代氏族「ヒ」の末裔で、同じくヒの一員であり、戦国時代に月にテレポートし、そこで亡くなった猿飛佐助の遺体を確認することが本当のミッションであったという設定である。

他多数

#### ドラマ
- 『謎の円盤UFO』- 月面に地球防衛組織の基地がある。
- 『スペース1999』 - 月面の核物質廃棄地区が爆発、月が地球の公転軌道を離れ、宇宙を放浪してしまう。
- 『ジャンボーグA』 - 最終決戦が月面。主人公が「月の砂漠」を歌う
- 『光速エスパー』 - 16話で月面に向かう。エスパー2号が「月の砂漠」を歌う。

#### 漫画
- 『月は地獄』桑田次郎（初出：週刊少年マガジン、1969年8月10日・8月17日）- ジョン・W・キャンベルの小説『月は地獄だ!』の漫画化である。1969年7月20日にアポロ11号の月着陸船「イーグル」が人類初の月面着陸を果たしており、掲載当時は月ブームの只中であった。
- 『クレーターの男』手塚治虫（週刊少年チャンピオン、1970年4月1日号掲載）- 短編集『ザ・クレーター』に収録。
- 『ムダヅモ無き改革』大和田秀樹（2006年 - 2015年、近代麻雀オリジナル、近代麻雀）- ナチスの残党が月面の裏側に第四帝国を建設している。小泉ジュンイチロー、パパ・ブッシュ、ベネディクト16世らが、アドルフ・ヒトラー総統、オットー・スコルツェニー、ハンス・ウルリッヒ・ルーデルらの第四帝国陣と、地上から月面上まで麻雀勝負を繰り広げる。

他多数

#### 映画
- 『月世界旅行』Le Voyage dans la Lune（1902年、フランス）- ジョルジュ・メリエス監督による、世界初のSF映画。
- 『アイアン・スカイ』Iron Sky (2012年、フィンランド・ドイツ・オーストラリア合作）では、ナチスの残党が月面の裏側に第四帝国を建設している。なお、アドルフ・ヒトラーも存命であるが、月にはいない。
- 『フライ・ミー・トゥ・ザ・ムーン』Fly Me to the Moon (2024年、アメリカ映画、グレッグ・バーランティ監督）では、1969年、アポロ11号による人類初の月面着陸を控え、米政府は万が一失敗した際の世論の反発を恐れ、NASAの広報担当官ケリー・ジョーンズに、月面着陸のフェイク映像を事前に極秘裏に撮影しておくよう指示する。

他多数

#### アニメ
- 『FREEDOM』（2006年 - 2008年）- テレビCM、OVAなど。人類が移住した月でのEDEN共和国が舞台。

他多数

### フォボス
フォボス
- ANUBIS ZONE OF THE ENDERS - フォボスがストーリーの重要な鍵を握る事となる。
- 火星シリーズ - 第8巻『火星の透明人間』の後半では、フォボスが舞台となる。
- アーマード・コア2 - 最終決戦の地がフォボス
- DOOM - 舞台のひとつで、地獄とのゲートが繋がってしまう。
- ポール・ケイポン(またはカポン)のSFジュブナイル『謎のロボット星』Phobos, the Robot Planet (1955)では、フォボスは古代火星人が星間移民の際に、エネルギー伝送などの支援をさせる目的で建造した、人工知能によって制御される人工天体であるとの設定である。任務が終了して暇をもてあましたフォボスの知的好奇心の対象として、ロボット円盤によってフォボスに誘拐された4人の地球人が、知恵と機転でフォボスを出し抜き、地球への帰還を試みる。
- 『フォボス』 - カナダのヘヴィメタルバンド・ヴォイヴォドのフォボスをテーマにしたアルバム。

### ダイモス
ダイモス
- 闘将ダイモス - 本作の主役ロボットの命名の元々の由来（作中ではなく作品名の設定としての由来は本星名に因む。なお、当初は作中に登場するダイモライトエネルギーは本星で発見された事になっていた。更にバーム星人が木星周回軌道上にいた理由にもなっていた）。

### イオ
イオ
- 最終兵器ネメシス（航空宇宙軍史）：外惑星同盟軍による、イオの火山活動を利用した最終兵器ネメシスの研究機関であるアルゴスⅢ基地を舞台としたテクノスリラー。
- 宇宙大帝ゴッドシグマ：地球人の入植が行われている。
- 機動戦士クロスボーン・ガンダム：木星帝国の基地がある。
- 生物都市：イオ探査船の帰還が物語中の事件の発端となる。

### エウロパ
エウロパ
- 2010年宇宙の旅、2061年宇宙の旅、3001年終局への旅
アーサー・C・クラークのSF小説。エウロパの生命の存在が物語の大きな鍵となっている。
- ムーン・ロスト
星野之宣のSF漫画。月を失った地球にエウロパを新しい地球の月として持ってこようとする。
- ZONE OF THE ENDERS
コナミが製作したロボットアクションゲーム。舞台となるスペースコロニー・アンティリアはエウロパのL5宙域にある。
- ジーンダイバー
NHK教育で放送されたアニメ。エウロパ地下海の熱水噴出孔に生息する知性体・エウロパ人が登場する。
- カウボーイビバップ
テレビ東京系、WOWOWで放送されたアニメ。人類が居住している。
- ゆゆ式
三上小又の漫画、及びそれを原作としたアニメ。作中で情報処理部が水を扱った時の話題として登場。エウロパ星人についてもネタ的に触れている。なお、2016年9月には本星地表の液体としての水の存在が確認されている。

### ガニメデ
ガニメデ

#### 小説
- 『星を継ぐもの』(ジェイムズ・P・ホーガン）
- 『ガニメデの優しい巨人』(ジェイムズ・P・ホーガン）
- 『アレフの彼方』（グレゴリー・ベンフォード）
- 『ガニメデの少年』（ロバート・A・ハインライン）
- 『ガニメデのクリスマス』（アイザック・アシモフ）
- 『3001年終局への旅』（アーサー・C・クラーク）
- 『航空宇宙軍史』（谷甲州）

#### アニメ・ドラマ
- 『合身戦隊メカンダーロボ』(1977年):敵組織･コンギスター軍団の母星の名前として(関連不明)。
- 『星銃士ビスマルク』（1984年）
- 『勇者王ガオガイガー』（1997年）
- 『カウボーイビバップ』（1998年）主人公の1人のジェット・ブラックの出身地
- 『真（チェンジ!!）ゲッターロボ 世界最後の日』（1998年）
- 『ジーンシャフト』（2001年）
- 『ウルトラマンダイナ』第50話（1998年）
- 『21エモン』第22話（1991年）
- 『宇宙戦艦ヤマト2』第22話（1979年）白色彗星によって損害を受けた船体をガニメデ基地で修理。

#### ゲーム
- 『スタークルーザー』
- 『重装機兵レイノス』
- 『beatmaniaIIDX13 DistorteD』

### カリスト
カリスト
- 谷甲州著 SF小説『カリスト－開戦前夜－』（航空宇宙軍史シリーズ）
- 航空宇宙軍史：外惑星連合の主導的立場にあった。
- ZONE OF THE ENDERS：空間を圧縮する特性を持つ鉱石、メタトロンが発見された。

### ミマス
ミマス
- シチュエーション・コメディ『宇宙船レッド・ドワーフ号』に基づくロブ・グラントとダグ・ネーラーの小説版では、ミマスは大きな宇宙港として登場する。デイブ・リスターはここからレッド・ドワーフ号に乗り込んだ。原作と小説版の両方では、ミマスの珍味 "Mimean Bladderfish" が出てくる。
- 『新スタートレック』では、宇宙艇の衝突事故を起こしたウェスリー・クラッシャーら4人の宇宙艦隊アカデミー候補生が、ミマスの緊急ステーションに救助された。
- アイザック・アシモフがポール・フレンチ名義で発表したジュブナイルSF小説『ラッキー・スター』シリーズの一編 "Lucky Starr and the Rings of Saturn"（1958年、邦題『太陽系の侵入者』）では、ミマスはほとんどが氷でできた衛星として登場する。ラッキー・スターは彼の宇宙船をミマスに衝突するコースに乗せ、宇宙船の武器で表面の氷を溶かして水の下に隠れ、彼を追うシリウス人から逃れた。

### エンケラドゥス
エンケラドゥス
- 『宇宙戦艦ヤマト2199』に登場する。波動エンジンの部品が損傷し、修理に必要な鉱物資源を求めるためヤマトが一時的に立ち寄った。その外見から、「ひび割れた鏡餅」と称されている。続編の2202では、地球防衛軍のエンケラドゥス守備艦隊が、土星宙域でガトランティスの地球侵攻艦隊主力と交戦して壊滅している。
- 『ダマスカス第三工区』（谷甲州）（2013年） - 『星を創る者たち』所収

### タイタン
タイタン
タイタンは、スペースオペラを含むSF作品などに登場する。
- 『人形つかい』（別題『タイタンの妖怪』）（ロバート・A・ハインライン）
- 『造物主の掟』『造物主の選択』（ジェイムズ・P・ホーガン）
- 『タイタンの妖女』（カート・ヴォネガット・ジュニア）
- 『地球帝国』（アーサー・C・クラーク）
- 『航空宇宙軍史』（谷甲州）
- 『衛星チタンの<歌い鳥>』（エドモンド・ハミルトン） - キャプテン・フューチャーシリーズの短編。
- 『銀河鉄道999』（松本零士） - 銀河超特急999号の停車駅がある。
- 『ザ☆ウルトラマン』- 第37～48話で、ロイガーを指揮官とするヘラー軍団地球侵略部隊の前進基地所在地として登場する。
- 『トップをねらえ2!』
- 『カウボーイビバップ』
- 『宇宙戦艦ヤマト』 - ヤマトの修理に必要なコスモナイト鉱石の採取のためタイタンに向かう。
- 『ガタカ』 - タイタンの探査計画が物語の背景にある。
- ミクロマン - タカラの男児向けSFホビートイシリーズ。本シリーズのミクロマン（ミクロマンタイタン）はサイボーグという設定。肩・股等の関節部分に直径8mmの球体関節を用い、磁石で各部を接合可能な「マグネモ8」と呼ばれるシステムを用いている。設定上は彼等はこの星にて復活を遂げた事になっている。

#### ゲーム
- 『Dead Space 2』‐ゲーム本編の舞台　2511年時点ではタイタンの大部分はプラネットクラッキングによって採掘され小惑星程度の欠片になっている

### ヒペリオン
ヒペリオン
- 『宇宙戦艦ヤマト2』第21話(初回放送は1979年3月3日)
艦隊決戦の舞台で支援艦隊が出撃する場所となっているが、外観は全くの想像によるもので球形の衛星として作画されている。当時はヒペリオンや木星の衛星アマルテアのように太陽系の惑星に不整形の衛星が多数存在することは全く知られていなかった。

ハイペリオン
- 『無限のリヴァイアス』
エアーズ・ブルーの故郷であったが、Sere15において青のインプルスによって砕かれてしまった。

### イアペトゥス
イアペトゥス
- アーサー・C・クラークのSF小説『2001年宇宙の旅』では、イアペトゥス（日本語翻訳版ではヤペタス）上にモノリスがそびえ立っており、作品の重要な要素になっている。映画版『2001年宇宙の旅』では、当時の映像技術的制約からモノリスは木星軌道上に存在することにされている。この設定は映画版続編の『2010年』のみならず小説版続編の『2010年宇宙の旅』（およびこれ以降の小説版続編）でも踏襲され、イアペトゥス上にモノリスがある設定なのは「小説版2001年」のみである。
- グラント・キャリンのSF小説『サターン・デッドヒート』では、異星人「ヘキシー」がメッセージを描き太陽系に設置した六角形の人工物の最初の一つは、イアペトゥスの地表で発見されている。

### フェーベ
フェーベ
- 『宇宙戦艦ヤマト2』第20話(初回放送は1979年2月24日)
索敵中に「土星圏の外れの星」と語られている地点としてだけの登場だが、外観は全くの想像によるもので実際とは異なった白色の球形をした衛星として作画されている。
- 『エクスパンス -巨獣めざめる-』
キーアイテムである「プロト分子」が最初に発見された地点であり、プロト分子の商業利用を目論む企業の研究施設が設けられていたが、漏洩事故の発生により放棄され、最終的に火星軍の上陸を防ごうとした国連軍によってミサイルで破壊される。また、劇中ではフェーベが太陽系外由来の衛星であることに触れ、プロト分子を太陽系内に散布するための中継地点としてフェーベが利用されていたことを示唆している。

### テミス
テミス
- ジョン・ヴァーリイのSF長編『ティーターン』では、土星探査に派遣された天文学者は新しい衛星を発見する。初めピッカリングの衛星を再発見したと考えた彼女は、その衛星をテミスと呼ぶ。その後宇宙船はテミスに不時着することになる。
- 草川隆のジュブナイルSF『テミスの無人都市』では古代文明のテクノロジーによって隠された天体として描かれた。
- 天文学者フィリップ・レイサムのジュブナイルSF『消えた土星探検隊』は、作中でテミスを消滅させることにより「テミス問題に決着をつけて」いる。

### 小惑星(アステロイド)
小惑星
- コナン・ドイルのシャーロック・ホームズシリーズに登場する、ホームズの最大の敵であるジェームズ・モリアーティ教授は、数学教授時代に『小惑星の力学』(The Dynamics of an Asteroid)いう論文を発表したという設定である。なお、この設定にちなんで、『モリアーティ』と命名された小惑星帯の小惑星が実在する。

### イカルス
イカルス
- アーサー・C・クラークの短編『イカルスの夏』（ハヤカワ文庫『10の世界の物語』（ISBN 4150106177）に収録） - 近日点に近づきつつあるイカルスで立ち往生した宇宙飛行士の物語。
- キム・スタンリー・ロビンスンの小説『永遠なる天空の調』（創元SF文庫、ISBN 4488707017） - イカルスに住み着いたカルト宗教団体が登場する。
- グレゴリー・ベンフォードの小説『夜の大海の中で』（ハヤカワ文庫、ISBN 4150106584） - イカルスという名の小惑星が登場し、物語の中心を担う。
- アニメ映画『ヤマトよ永遠に』 - イカルスのドックで秘密裏に改装された宇宙戦艦ヤマトが、地球を救うために発進する。
- 『太陽惑星イカルス』 - 星野之宣によるSF漫画（1975年 週刊少年ジャンプ掲載）。エネルギー危機を打開すべく、水星軌道の内側、太陽近辺に赴いた発電用有人人工惑星イカルスは、エネルギー独占を目論む某国テロリストの宇宙船に襲われる。ストーリーの鍵として、小惑星イカルスが絡む。
- 堀晃の短編「イカルスの翼」（徳間文庫『太陽風交点』（ISBN 4195771749）に収録） - 近日点に近づきつつあるイカルスに流された囚人。近日点通過後に迎えが来るまで、渡された機材を利用して生き残れば釈放される。
- ウルトラセブン - 侵略異星人の一種イカロス星人の名前の元々の由来（本星名の由来となったギリシャ神話のイカロスに因む。なお、イカルスはイカロスのラテン語名）。本作では実在の惑星等が地球とは異質の異星人（地球の知識上での生存不可能惑星に生息する星人）・星獣が存在していたりする設定の話もある為に、本星もこの星の可能性がある。

### トータティス
トータティス
- 管弦楽曲 "Asteroid 4179: Toutatis" 
フィンランドの作曲家カイヤ・サーリアホが、グスタフ・ホルストの『惑星』に続く曲として、サイモン・ラトルの委嘱により作曲した。この曲は、ラトルが他に委嘱した3曲および『惑星』とともにベルリン・フィルハーモニー管弦楽団を振ったCDに収録された (EMI 0946 3 59382 2 7)。
- ハードSFOVA『おいら宇宙の探鉱夫』 - 主人公たちがトータティス上に建設したコロニーに住む宇宙空間労働者である。
- 架空戦記『青き波涛』 - 20世紀末にトータティスが地球へ落下し、その直撃を受けた関東地方が1942年にタイムスリップする。
- 『MMR マガジンミステリー調査班』（単行本第4巻『1999ノストラダムス大予言 小惑星（トータチス）が地球に激突する!? 前・後編』、ISBN 4063119505） - トータティスの激突をノストラダムスの大予言と結びつけ、大予言の裏に隠された陰謀を追求する。
- 『新ジャングルの王者ターちゃん』（20巻） - 劇中の50年後である2045年に地球に衝突するという予測がなされ、その10年前である2035年には破壊用の原子ロケット砲が建造されていたが、外瑠魔派教団に掌握されてしまう。その教団を壊滅寸前まで追い込んだのが、主要人物である梁師範の息子・空総であり、外瑠魔派教団教祖のタオは1995年に飛び空総暗殺を試みる。

### イトカワ
イトカワ
- イトカワははやぶさ (探査機)の飛行目標小惑星であり、そのミッションに基づくはやぶさを題材にした作品が各種存在する。

### プシケ
プシケ
- グレッグ・ベアのSF短編『炎のプシケ』The Wind from a Burning Woman (1978, Analog Science Fiction and Fact)では、かつてプシケ計画により恒星間宇宙船に改造されたが、大事故により放棄され無人となっていたプシケ Psyche を単独のテロリスト(女性)が乗っ取り、推進システムを起動して地球への衝突コースに乗せ、地球政府に大事故がネイダー教徒による陰謀であったことを示す証拠を世界に向けて公表するように脅迫する。

### オールトの雲
オールトの雲

#### 小説
- 『彗星の核へ』（グレゴリー・ベンフォード&デイヴィッド・ブリン合作）
- 『ゲイトウェイ2』（フレデリック・ポール）
- 『猫と少年』（みみつきうさぎ）

#### 音楽
- 『オールトの雲』（柴田淳）
- 『oolt cloud』（advantage Lucy）
- 『オールトの雲』（やなぎなぎ）- ヘブンバーンズレッドの挿入歌

#### アニメ
- 銀河鉄道999（第006話 彗星図書館）
- ほしのこえ（新海誠）
- 真（チェンジ!!）ゲッターロボ 世界最後の日（1998年[注 2]）
- サンダーバード ARE GO （シーズン3第14話 シグナル（前編）、第25話 はるかなる宇宙（前編）、第26話 はるかなる宇宙（後編））

### 彗星
彗星

### ハレー彗星
ハレー彗星

### シューメーカー・レヴィ第9彗星 (SL9)
シューメーカー・レヴィ第9彗星

### ネメシス
ネメシス
- アメリカ合衆国のSF小説家、アン・マキャフリイの小説『パーンの竜騎士』シリーズでは、ネメシスはオールトの雲を乱し地球を破滅させる原因となる赤色矮星として登場した。
- ラリー・ニーヴンとジェリー・パーネルも小説『悪魔のハンマー』の作中で同じようなアイデアについて言及している。ニーヴンは『N-Space』という短編集の中で『悪魔のハンマー』に登場する架空の暗い伴星をネメシスという名前にしたいきさつを語った。
- アイザック・アシモフは小説『ネメシス』において、ネメシスの発見とその惑星およびその軌道上への移民、および移民団と地球圏住民との軋轢を描いている。
- ガイナックスのOVA『トップをねらえ!』および続編『トップをねらえ2!』では、太陽には伴星「ねめしす」が存在すると設定されているが、作中に登場することはない。
- タイトーのシューティングゲーム『メタルブラック』では、木星軌道上に出現したネメシスから飛来したと推定される「ネメシスの敵」が敵となっている。
- 『美少女戦士セーラームーン』では、第二期ブラック・ムーン編の敵組織の拠点とされている。

## 恒星など

### シリウス
シリウス

- 銀河英雄伝説の物語時代以前、地球統一政府宇宙軍によって破壊された、シリウス星系第六惑星ロンドリーナ（設定上の存在）のラグラン市の生き残りである「ラグラン・グループ」が、地球統一政府を滅ぼした後、植民星系勢力を糾合して結成されたシリウス政府の所在地。
- メビウスリンクのシリウス帝国の由来。
- トップをねらえ! NeXT GENERATIONのシリウス同盟の中心。
- フレドリック・ブラウンの短編『シリウス・ゼロは真面目にあらず』 Nothing Sirius (1953)では、自家用宇宙船でシリウス星系を航行していた移動遊技場経営者の一家が未知の惑星(シリウス・ゼロ)を発見する。
- 仮装巡洋艦バシリスク（航空宇宙軍史）の舞台。西暦2250年頃には人類による植民が行われ、救難・警察行動のために航空宇宙軍の宙域制圧戦闘母艦アコンカグアが派遣されている。
- 魔境伝説アクロバンチ - 第8話「エンメ・ヤの乙女」に登場したエリーナ姫一行は、シリウスの第三惑星「エンメ・ヤ」から来たとされている。同話冒頭でシリウス及び爆発消滅した直後のエンメ・ヤがシリウスA実星の位置で表示されている。なお、本作中ではシリウスBについては語られない。
- ゴードン・R・ディクスンのSF小説シリーズ《チャイルド・サイクル》 Childe Cycle の長編『兵士よ問うなかれ』Soldier, Ask Not (1967)の舞台は、同星系の惑星「新地球」New Earth である。

### ケンタウルス座アルファ星
ケンタウルス座アルファ星
- KILLZONEシリーズ - 本シリーズの主要な舞台となる「ヴェクタ」及び「ヘルガーン」はこの星系に属する。
- 宇宙戦艦ヤマトIII - 地球連邦の開拓圏最辺境となっており、第7話の舞台となる。
- アバター - 作中の舞台である惑星ポリフェマスの衛星「パンドラ」はこの星系に属する。
- ジェイムズ・P・ホーガンの『断絶への航海』Voyage from Yesteryear (1982)では、同星系に派遣されたロボット探査船クワン・インが、人類が居住可能な惑星ケイロンを発見し、データベースに収められた人類の遺伝情報に基づいて人を発生させ、人類のコロニーを創生していた。
- ウォルター・M・ミラー・ジュニアの『黙示録3174年』A Canticle for Leibowitz (1959) では、20世紀に勃発した全面核戦争『火焔異変』をかろうじて生き延びた人類は、西暦3781年に再び全面核戦争を引き起こそうとしていた。ニュー・ローマ・カトリック教会は、『群ノオモムクトコロ』計画を実行に移し、同星系の植民惑星に人類の科学技術の集大成である『大記録』のコピーと聖職者の一団を載せた宇宙船を送り出す。
- ウルトラセブン - 第36話「必殺の0.1秒」に登場するペガ星人は、作中でアルファ・ケンタウリ第13惑星から来たと自称している。
- 『アルファ・ケンタウリ（ケンタウロス座のアルファ星）』 - Alpha Centauri (1971年)は、タンジェリン・ドリームのセカンド・アルバムである。

プロキシマ・ケンタウリ
- 襲撃艦ヴァルキリー（航空宇宙軍史）の舞台。西暦2230年代には人類による植民が進み、独立運動が起こり始めている。作中では輸送船団が地下組織ヴァルハラの保有する無人砲艦ヴァルキリーによる襲撃を受ける。
- テレビアニメ『超時空騎団サザンクロス』では、物語の舞台である惑星グロリエの開拓母星として、21世紀末から22世紀初頭にかけて人類が初めて開拓に成功した惑星としてプロキシマ星系（Proxima system）の惑星「リベルテ」（ Liberté：フランス語で「自由」を意味する）との無線交信 (第3話)および 惑星グロリエに対するリベルテからの援軍派遣 (第10話)が描かれる。
- テレビアニメ『機動戦士Vガンダム』のコミカライズ作品『機動戦士Vガンダム外伝』では、作中には登場しないが、地球を出発した恒星間航行船「ダンディ・ライオン」が400年以上の長い年月をかけてプロキシマ・ケンタウリへの植民を達成したと語られている。
- ロバート・A・ハインラインのSF小説『宇宙の孤児』Orphans of the Sky(1941) は、同星系を目指す世代宇宙船「ヴァンガード」が舞台である。過去に発生した何らかの事故により、居住者は科学的知識をほぼ失っており、「科学者」(実質的に僧侶階級)が宗教経典と化したメンテナンスマニュアルに従って宇宙船のメンテナンスを行っている。

### アルデバラン
アルデバラン

- 銀河英雄伝説の物語時代以前、ゴールデンバウム朝銀河帝国の母体となった銀河連邦首都惑星（第二惑星テオリアと設定）を有する。
- E・E・スミスの《レンズマン・シリーズ》 Lensman series (1934–48) では、同星系の第1惑星には、車輪人間が守備する宇宙海賊「ボスコーン」の前進基地が存在し、潜入したキムボール・キニスンは重傷を負う。第2惑星は人類の最初期の植民惑星のひとつである。
- 長月達平のライトノベル『Re:ゼロから始める異世界生活』（リゼロ）には、アルデバラン（アル）という名の中年の騎士が登場する。主人公のナツキ・スバルと同じ世界（現在の地球）から、18年前に異世界に召喚されたことが示唆されている。

### カノープス
カノープス
- フランク・ハーバートの『デューン/砂の惑星』シリーズの舞台は、カノープスの第3惑星アラキス(Arrakis)である。アラキスは砂漠に覆われた、非常に乾燥した惑星であり、その通称がデューンである。なお、実在するタイタンの「アラキス平原」(Arrakis Planitia) は、この惑星にちなんで命名された。
- アメリカABCテレビのSFドラマシリーズ『タイムトンネル』(1966)の第28話 The Kidnappers (NHK放映時の邦題は『植物性人間』)では、タイムトンネル・スタッフのアン・マグレガー博士が宇宙人に誘拐され、時間放浪者のトニー・ニューマンとダグ・フィリップスは、残されていた座標データを手がかりに、彼女の救出のためカノープス星系の惑星に転送される。
- エドモンド・ハミルトンの《スターキング》The Star Kings シリーズに登場する2000世紀の中央銀河系帝国 Middle Galactic Empire の首都はカノープス星系の惑星スルーン Throon である。
- 尾瀬あきらの漫画『とべ!人類』では、地球滅亡前に宇宙船に搭乗させられた主人公たちの目的地が「カノウプス系第3惑星P3」とされている。

### アルタイル（わし座アルファ星）
アルタイル
- クリス・ボイスのSF小説『キャッチワールド』Catchworld (1975)では、突如太陽系に襲来した結晶状生命体クリスタロイドの攻撃により大打撃を受けた人類は、種としての存続を確保するため、田村邦夫艦長率いる恒星間ラムジェット艦「憂国」を含む報復艦隊を、クリスタロイドの母星があると考えられているアルタイル星系に派遣する。
- 映画『禁断の惑星』Forbidden Planet (1956年、アメリカ）の舞台は、同星系の第4惑星である（固有名称はなく、劇中での呼称は「アルタイル4」Altair IV である）。
- ハル・クレメントのSF小説『テネブラ救援隊』 Close to Critical (1964) の舞台は、同星系の惑星テネブラである。テネブラの直径は地球の3倍であり、表面重力加速度も地球の3倍である。
- 諸星大二郎のSF漫画『ティラノサウルス号の生還』(初出：週刊プレイボーイ・1976年12月7日号)では、同星系に派遣されていた宇宙船ティラノサウルス号が太陽系に帰還するが、乗員の同星系における悍ましい行為が明らかになる。

### フォーマルハウト
フォーマルハウト
- ゴードン・R・ディクスンの《チャイルド・サイクル》 Childe Cycle シリーズに登場する、宇宙各地に優秀な傭兵を供給し続ける軍事国家ドルセイ Dorsai の本拠地はフォーマルハウトの第3惑星 (惑星名も同じくドルセイ)である。
- 2000世紀の中央銀河系帝国を舞台とする、エドモンド・ハミルトンの《スターキング》The Star Kings シリーズのヒロイン、リアンナは、フォーマルハウト王国 Fomalhaut Kingdom の王女である。
- コードウェイナー・スミスのSF小説シリーズ、《人類補完機構》シリーズの短編『クラウン・タウンの死婦人』 The Dead Lady of Clown Town (1964) の舞台は、同星系の第3惑星(固有名称はなく、呼称は「フォーマルハウト3」)である。
- アーシュラ・K・ル＝グウィンのSF短編集『風の十二方位』The Wind's Twelve Quarters (1975) の第1話「セムリの首飾り」Semley's Necklace (1964) では、同星系の第2惑星に住むヒューマノイド種族の貴族の夫人セムリは、困窮する夫を助けようと、かつて異星に強奪された家宝の首飾り「海の眼」を取り返すために異星に旅立つが、相対論的悲劇が発生する。
- アーシュラ・K・ル＝グウィンのSF長編小説『ロカノンの世界』Rocannon's World (1966)では、「セムリの首飾り」の物語から約50年後、高知能種族(HILF)調査官のゲブレル・ロカノンが隊長を務めるフォーマルハウト第2惑星調査隊が全世界連盟から派遣されるが、同惑星に潜んでいた連盟の反逆者の襲撃によりロカノンを除いて全滅。ロカノンは同惑星に住むヒューマノイド種族のアンギャール族(セムリの同族)の助けを得て反逆者に戦いを挑む。

### アケルナル
アケルナル
- Frontier Developmentsの開発するMMORPG、『Elite Dangerous』に登場する三大勢力の一つ「帝国」の首都、「Capitol（カピトル）」は同星系の第6惑星を公転する衛星である。
- アメリカ海軍の攻撃貨物輸送艦USS Achernar (AKA-53)（1943年進水 - 1963年退役）

### ポラリス (北極星)
ポラリス
- ポーラ（旧・ポーラ化粧品本舗）の「ポラリス」やサッポロビールのロゴに描かれている星など、商品名・商標
- 八神純子の歌「ポーラー・スター」、日本のバンドPolaris、アイドルグループまなみのりさのポラリスを冠する一連の楽曲、でんぱ組.incの楽曲「おやすみポラリスさよならパラレルワールド」など、音楽の曲名・グループ名。
- 兵器アメリカ海軍最初のSLBM（潜水艦発射弾道ミサイル）の名前、"ポラリス"
- アトラスのゲーム「デビルサバイバー2」の最終ボス。
- 北海道日本ハムファイターズの球団マスコット「ポリーポラリス」。
- 札幌市電の低床車A1200形の愛称。
- ゲーム『スプラトゥーン2』のゲームモードの1つ、サーモンランに「朽ちた箱舟 ポラリス」という名のステージが登場する。続編『スプラトゥーン3』のゲームモードの1つ、ヒーローモードでは「ポラリス」が宇宙船の名前であったことが明かされる。
- 韓国ドラマ冬のソナタで、空のポラリスを迷い道の目印として以来ドラマの重複なワードとなった(女主人公ユジンが「ポラリス」という名前の会社を創る、等)
- H・P・ラヴクラフトのクトゥルフ神話短編『ポラリス』では、かつて氷河時代以前の遠い昔、北極圏に存在した国ロマールの住民である「私」は、物見の塔でイヌート族の侵攻の監視に当っていたが、ある夜ポラリスの呪縛により猛烈な睡魔に襲われ、イヌート族の侵攻を見逃してしまう。

### おうし座η星
おうし座η星アルキオネ
- スバル・アルシオーネ/アルシオーネSVX - スバルのフラッグシップという意味合いを込め、この星がネーミングの由来となった。『魔法騎士レイアース』に登場した氷の魔道士は、この車輌名に因む命名。

### アルビレオ
アルビレオ
- アルビレックス新潟 - Jリーグサッカークラブ（クラブ創立当初はアルビレオ新潟と名乗っていた)。
- アルビレオ - リンドウの品種。
- アルビレオ・モード - 吉松隆のソプラノ・サクソフォーン協奏曲。
- アルビレオ - やぶうち優の漫画『ひとひらの恋が降る』に登場する架空の寝台特急列車。
- 妖術師アルビレオ - ゲーム『伝説のオウガバトル』ステージ13のボスを務めるエンチャンター。

- Albireo -アルビレオ- - 2004年2月25日にリリースされた「T.M.Revolution」の18枚目のシングル。
- ふたつならんだ星 ～アルビレオ～ - さだまさし作詩・作曲の2004年発表のアルバム「恋文」収録の楽曲。
- 宮沢賢治の童話『銀河鉄道の夜』にアルビレオの観測所として登場する。観測所の屋根の上では、サファイア(B星)とトパーズ(A星)の大きな球が、輪になって回っている。

### アルコル
アルコル
- 北斗の拳 - 作中では「死兆星」と呼ばれる星が登場し、死期が近づいた者、拳士が対戦した時に敗北の運命を背負った者の頭上に輝くとされている。劇中の人物は、死兆星を見て死ぬことを「死兆星が頭上に落ちる」と表現していた。本編では、レイ、マミヤ、トキなどが死兆星を見た。マミヤだけは、おそらくレイの活躍により、死兆星が消え、生き残っている。また、ラオウも、トキとの二度目の戦いの時（拳法使いの達人同士の決闘時双方に出ると言われる）、そしてケンシロウとの最終決戦において死兆星を見た。
- 聖闘士星矢（アニメ版）- アニメ版オリジナルのアスガルド編にて、ゼータ星アルコルを守護星に持つゴッドウォーリアー（神闘士）として、バドが登場する。ミザールの陰星とされており、あくまで双子であるゼータ星ミザールのシドの影となることを余儀なくされ、彼が死ぬまで表に出ることは許されなかった。
- .hack//Alcor 破軍の序曲 - 暗い星である伴星としての特徴を、主人公の存在感の無さに例え、作品のタイトルとなっている。
- カリオストロ伯爵夫人 - アルセーヌ・ルパン（ラウール・ダンドレジー）の追い求める、修道院の財宝の隠し場所を示す暗号として、アルコルが使用されている。
- X - 互いに敵対する「天の龍」「地の龍」のいずれかの勢力に与する宿命を持っていた主人公・司狼神威が一方を選んだとき、「北斗七星の添え星」に象徴される宿命を背負っていた主人公の親友・桃生封真が、神威の選ばなかった宿命に覚醒する。
- 遊☆戯☆王5D's（漫画版）- 作中に登場するモンスター「天刑王 ブラック・ハイランダー」の攻撃名が「死兆星斬（デス・ポーラ・スレイ）」である。当て字に「死兆星」が使われていることから、アルコルがモデルであると言える。
- デビルサバイバー2 - 作中に登場する謎の侵略者セプテントリオンの1人。人類に悪魔召喚プログラムを与えた存在として描かれる。
- アクセル・ワールド - 加速世界に存在する、北斗七星にそれぞれ対応している最強クラスの強化外装『七の神器』の一つである六番星「開陽」の『ザ・ディスティニー』に、伴星として『スター・キャスター』という強化外装が存在している。
- 珍道中!!ポールの大冒険 - ステージ6-1において背景の宇宙空間に北斗七星があり、主人公ポールがアルコルの位置を撃つと光り輝き、関西弁で「見えたらアカン星 光ってる!!」とツッコミが入る。
- 野生のラスボスが現れた！ - 主人公のルファス・マファールの別称として魔神族の間でその名前が使われている。
- P1H：新しい世界の始まり - 作中では北斗七星を導く希望の星「アルカイド」、その横でかすかに輝くが、これを見た者は死ぬという悪魔の星「アルコル」の伝説をもとに、６人の少年たちの成長を描き出している。

### アルゴル (ペルセウス座ベータ星)
アルゴル
- H・P・ラヴクラフトの短編小説『眠りの壁の彼方』Beyond the Wall of Sleep (1919) においては、語り手(医師)によって見出された、臨終寸前の粗暴な男の中に囚われていた「光の種族」light being の一人が、復讐のためにペルセイ新星(超新星)となって「圧政者」cosmic oppressor アルゴルの横に出現する。

### バーナード星
バーナード星
- ジャック・ウィリアムスンの『宇宙軍団』The Legion of Space (1934) では、超兵器AKKAの秘密を知るただ一人の女性アラドレの警護を担当する宇宙軍団の4人の精鋭が、邪悪な生物メドューサが支配するバーナード星系の惑星上で暴れまくる。
- ロバート・L・フォワードは『ロシュワールド』で、バーナード星の奇妙な惑星と、そこに住む知的生命体とのファーストコンタクトを描いた。
- 小松左京の小説版『さよならジュピター』において、人類の移住先として選ばれている。
- ダグラス・アダムスのSF小説『銀河ヒッチハイクガイド』において、フォード・プリーフェクトがヴォゴン人の建設船をヒッチハイクしたとき，バーナード星に行こうとした。しかし，その途中でアーサー・デントもろとも宇宙空間に放り出されてしまった。
- アダルトゲーム『マブラヴ』のUNLIMITED編では、敵性地球外生命体BETAとの戦いで劣勢に立たされた人類が地球放棄を決断し、バーナード星に存在するとされる地球型惑星へと脱出する光景が描かれている。
- テレビアニメ『宇宙戦艦ヤマトIII』において第1惑星が第8話、第9話の舞台として登場する。ガルマン・ガミラス帝国の東部方面軍のダゴンがヤマトとの戦闘に新反射衛星砲を使用。
- アーサー・C・クラークとジェントリー・リーの共著『宇宙のランデヴー 3』The Garden of Rama (1991)では、円筒形の超巨大宇宙船ラーマの到着および発進のための中継ステーションがバーナード星系に設けられているという設定である。
- テレビアニメ『銀河特急 ミルキー☆サブウェイ』において地球から約5.98光年離れたバルナディア合星連邦(United States of Barnard)が舞台とされる。

### インディアン座イプシロン星
インディアン座イプシロン星
スタートレックシリーズ
- インディアン座イプシロン星にはアンドリア人の故郷であるアンドア星があるという説があるが、準公式本“Star Trek: Star Charts”では、アンドアは「プロキオン8号星（Procyon VIII, プロキオン星系の第8惑星）と比定されている。
- 『宇宙大作戦』のエピソードの一つ「悪魔の弟子達」(And the Children Shall Lead) に登場した悪意に満ちた生命体ゴーガンがこの恒星系の惑星出身という設定である。
- 『新スタートレック』第27話「光から生まれた生命」(The Child)でも、ウェスリー・クラッシャーがバー・ラウンジの窓からこの星を見つけて言及している。

SF作家ハリイ・タートルダヴの"Worldwar"シリーズ
- インディアン座イプシロン星は異星人の支配下にある星系 ("Halless") の一つである。

### うお座ガンマ星
うお座ガンマ星
- フランク・ハーバートの《デューン》シリーズGamma Waipingでは、コリノ家の故郷として描かれている。

### うお座107番星
うお座107番星
- アレステア・レナルズのSF小説 "Absolution Gap" では、うお座107番星を公転する架空の木星型惑星ハルドラと、居住可能な衛星ヘラが舞台に選ばれた。

### うみへび座ガンマ星
うみへび座ガンマ星
- スタートレックのエピソード"The Deadly Years"では、エンタープライズ号がうみへび座ガンマ星IVという惑星を訪れた。
- 『スタートレックII カーンの逆襲』のコバヤシマル・シナリオでは、クリンゴン帝国はうみへび座ガンマ星の"セクション10"という領域に存在するとされている。

### エリダヌス座イプシロン星
エリダヌス座イプシロン星
- 『スタートレックシリーズ』に登場する惑星バルカンは、この恒星を巡っているとされていたことがある。
- アイザック・アシモフのロボット作品（『ロボットと帝国』）、およびファウンデーションシリーズ（『ファウンデーションの彼方へ』）で登場し、ベイリ・ワールドまたはコンポレロン (Comporellon) という寒冷な気候の惑星をもつとされる。
- テレビドラマ『バビロン5』では、舞台となる宇宙ステーションが位置する。
- テレビアニメ『超時空騎団サザンクロス』では、この恒星の周りを巡る惑星グロリエを舞台として、物語が展開する。
- アレステア・レナルズの長編小説『啓示空間』では、この恒星を巡るイエローストーン星という惑星が登場する。
- ビデオゲーム『ギャラクシアン3』において、星域内に謎の機械生命体群UIMSにより巨大な惑星破壊兵器が建造され主戦場となる。
- ビデオゲーム『Halo』シリーズにおいて、星系内にあるとされた惑星リーチに、人類の重要拠点が構築されていた。そこは、人類最後の砦と呼ばれる場所であった。
- ゴードン・R・ディクスンのSF小説シリーズ《チャイルド・サイクル》 Childe Cycle では、同星系には教会連合評議会 United Council of Churches の管理下に置かれた、ハーモニーとアソシエーションという2つの居住可能惑星がある。どちらも貧困な惑星であり、安価ではあるが貧弱な傭兵の供給源として知られている。

### エリダヌス座ο2星
エリダヌス座ο2星（エリダヌス座40番星）
- スタートレックシリーズのバルカン人の故郷・惑星バルカンがあるとされている。
- フランク・ハーバートの《デューン》シリーズに登場する惑星国家リチェス Richese は、同星系(三重星系)のA星の第4惑星である。リチェスは惑星国家イックス Ix とともに、電子機器の製造が例外的に認められており、彼らの製品は帝国内では不可欠と評価されている。一方で、彼らはどのレベルの工業製品までならブトレリアン・ジハド Butlerian Jihad 以来の科学技術の禁止教義に抵触しないかを慎重に見定めようとしている。

### エリダヌス座シータ星(アラビア名： ザリム Thalim)
エリダヌス座シータ星
- フランク・ハーバートの《デューン》シリーズに登場する、いかなる人物にも成りすます能力を持ったフェイスダンサーや、背信的なメンタート(人間コンピューター)の訓練センター、クローン技術などで知られる極端な排他的勢力ベネ・トライラックスの母星トライラックスは、この恒星の唯一の惑星である。

### おとめ座ベータ星
おとめ座ベータ星
- ポール・アンダーソンのTau Zeroでは、おとめ座ベータ星はLeonora Christine号の当初の目的地だった。

### ロス128
ロス128
- グレゴリイ・ベンフォードの『星々の海をこえて』Across the Sea of Suns (1984)では、人類が建造したバサード・ラムジェット船ランサー号の終着点となった。

### くじら座タウ星 (タウ・セティ)
くじら座タウ星
同星は太陽に似た単独星のG型主系列星としては、地球に最も近い(約12光年)ことから、米国で1960年から始まった「地球外知的生物との交信」(Communication with extraterrestrial intelligence; CETI)計画
の第1の調査対象星となっている。CETIという計画名自体、同星のラテン語名タウ・セチ (τ Ceti) に引っかけたものであった。CETI計画は後に地球外知的生命体探査(Search for extraterrestrial intelligence; SETI)計画と名称を変更され、世界各地で調査プログラムが継続されている。
- ミニスカ宇宙海賊 - 物語の主要な舞台。
- バーバレラ - 物語の主要な舞台。
- 星のパイロット - 笹本祐一の小説、文庫版ブループラネット～星のパイロット4および朝日ノベルズ版ハイ・フロンティア/ブルー・プラネット 星のパイロット3に登場する「人類が初めて発見した太陽系外地球型惑星」の母星。
- 星の航海者- 笹本祐一の小説で前掲星のパイロットの数百年後の未来、既に人類の入植が済み、数世代が経過した第5惑星“ディープ・ブルー”が舞台。
- 那須正幹の児童文学「ズッコケ三人組シリーズ」の一篇である「ズッコケ宇宙大旅行」に登場する宇宙人の出身地。
- アーシュラ・K・ル＝グウィンの『所有せざる人々』The Dispossessed (1974)は、同星系の二重惑星アナレスとウラスが舞台である。オドー主義者(アナーキストの一派)の貧しい入植地であるアナレスの科学者シェヴェックは、やがて全宇宙をつなぐ架け橋となる超光速通信技術「アンシブル」の基礎となる一般時間理論を完成させようとしていた。
- アーシュラ・K・ル＝グウィンのSF小説シリーズ《ハイニッシュ・サイクル》Hainish Cycle では、同星系の二重惑星アナレスとウラスの住民は、自らをセチアン cetian と総称しているが、元々はテラ人(地球人類)の彼らに対する呼称であった「タウ・セチ人」が、逆輸入されたとの設定である。
- ポール・プロイスの『天国への門』The Gates of Heaven (1980)では、事故により太陽系近傍のブラックホールに吸い込まれて行方不明になった宇宙船アクティアからの信号が同星系から受信される。不遇な数学者、マイケル・ウォードがワームホール理論を完成させたことから、ウォードを含む救助隊を乗せた宇宙船ゼテスがワームホールを通じて同星系に派遣される。
- アイザック・アシモフのSF小説シリーズ、《ロボットシリーズ》に登場する惑星国家オーロラは、同星系の第1惑星であり、人類最初の植民惑星(2065年)である。オーロラを実質的な盟主とする50の植民惑星は、スペーサーと名乗り、高度なロボット文明によって経済力、軍事力を発展させ、その圧倒的な力によって地球に残った人類を支配下に置いている。
- Bungie社の開発による一人称視点シューティングゲームソフトMarathon(1994)は、くじら座タウ星第4惑星に到達した地球からの移民船マラソン号(火星の衛星ダイモスをまるごと宇宙船に改造したもの)が舞台である。警備隊の将校である主人公は、地球外生命体プフォールからの攻撃を受けたマラソン号を守る為に戦う。
- ジュブナイルに登場する敵対的宇宙人「ボイド人」は、くじら座タウ星第3惑星ボイド星が母星である。宇宙を股にかける商人であるボイド人が、他の星系の住民から発注を受けた「生態系を完備した海」を入手するために地球を訪れる。

### ルイテン726-8
ルイテン726-8
- 福島正実のジュブナイルSF『リュイテン太陽』の舞台である。

### はくちょう座61番星
はくちょう座61番星
- 瀬川昌男の小説『白鳥座61番星』では、はくちょう座61番星の地球植民地におけるコンピュータの反乱が起こるという設定である。。
- アメリカのSFテレビドラマ/映画『スタートレック』シリーズでは、はくちょう座61番星にテラライト人の母星テラーがあるという設定がファンに支持されている。
- イギリスのSFテレビドラマ『ブレイクス7』"Blake's 7" では、地球近傍の恒星のうち、はくちょう座61番星は人類にとってウィルスで攻撃してくるほど敵対的な異星人の本拠地であるために探索されていないという設定である。
- アイザック・アシモフの小説『ファウンデーション』シリーズでは、はくちょう座61番星にドーウィン卿が仮定した人類の起源とされる惑星の一つがある。
- アレステア・レナルズの小説『啓示空間』で、はくちょう座61番星は惑星スカイズ・エッジ (Sky's Edge) にとっての太陽とされている。
- ハル・クレメントの小説『重力の使命』には、はくちょう座61番星を公転するメスクリン (Mesklin) という惑星が登場する。
- クリフォード・D・シマックの小説『再生の時』では、はくちょう座61番星はその惑星にたどり着けない謎の恒星系として描かれている。
- 日本のSFテレビドラマ『帰ってきたウルトラマン』第45話「郷秀樹を暗殺せよ!」に白鳥座61番星人エリカが登場した。

### ペルセウス座イオタ星
ペルセウス座イオタ星
- マイケル・ウィリアムソンのFreeholdでは、ペルセウス座イオタ星の惑星Grainneが描かれている。

### カプタイン星
カプタイン星
- SF作家のアレステア・レナルズが短編小説「Sad Kapteyn」をWeb上で発表している。

### みずへび座ベータ星
みずへび座ベータ星
- 宇宙のステルヴィア

### ウォルフ359
ウォルフ359
- 『新スタートレック』の第74話・75話で、惑星連邦とボーグがウォルフ359星域で大規模な艦隊戦を繰り広げた（日本語吹き替え版ではウルフ359という呼称になっている）。ウルフ359の戦いを参照。
- 『アウターリミッツ』(The Outer Limits) のエピソード名のひとつになっている。
- コンピュータゲーム『Frontier: Elite 2』ではウォルフ359に鉱工業コロニーがある。
- 羅門祐人のSF小説『星間興亡史』ではウォルフ359の第4惑星がテラフォーミングされ、「太陽帝国」の首都が置かれている。

### グルームブリッジ34
グルームブリッジ34
- マクロスプラス-OVA。人類の移民惑星エデンが登場。

### グリーゼ205 (別名：HD36395、ウォルフ1453)
グリーゼ205
- ロバート・シルヴァーバーグ編の連作SFアンソロジー『Murasaki』(1992)では、同星系を最初に調査したのは日本のロボット探査船であるため、恒星にはMurasaki(紫式部から)という固有名詞が与えられており、舞台となる同星系の2つの惑星(二重惑星系を成している)は、それぞれGenji(光源氏から)およびChujo(頭中将から)と命名されているという、各作品共通の設定がある。

### グリーゼ581
グリーゼ581
- 宇宙戦艦ヤマト2199において第8話の舞台として登場する。

### へびつかい座70番星
へびつかい座70番星
- ジョン・ヴァーリイのSF小説シリーズ《八世界》シリーズの長編『へびつかい座ホットライン』The Ophiuchi Hotline (1977)では、2050年に地球を訪問した異星人によって、ほぼ絶滅させられた人類の生存者に対して、へびつかい座70番星系が送信源と考えられる、高度なオーバーテクノロジーを含んだ謎の通信ビーム「へびつかい座ホットライン」が提供される。

### へびつかい座イプシロン星
へびつかい座イプシロン星
- フランク・ハーバートの《デューン》シリーズでは、放浪するゼンスーニ  Zensunni Wanderers (禅宗とイスラム教スンニ派の合成宗派)の信者の多くは、同星系の第3惑星ポリトリン Poritrin を自分たちの起源の地と考えている。惑星アラキスのフレーメン Fremenは放浪するゼンスーニの一部が移動をやめて定着した者たちと考えられている。なお、実在するタイタンの「ポリトリン平原」(Poritrin Planitia) は、この惑星にちなんで命名された。

### へびつかい座36番星
へびつかい座36番星
- フランク・ハーバートの《デューン》シリーズに登場する、アトレイディーズ家 House Atreides の宿敵であるハルコンネン家 House Harkonnen のホームワールドは、同星系(三重星系)のB星の惑星ゲイディ・プライム Giedi Prime である。

### いて座A*
いて座A*
- トップをねらえ!の銀河中心殴り込み艦隊の攻撃目標。

### いて座χ1星
いて座χ1星
- アニメ『クロムクロ』に登場する異星人ゼルの故郷の惑星がχ1星を周回しているとされている。ストーリー終盤に剣之介たちがエフィドルグの技術を使ってこの星系に向かう。

### いて座26番星
いて座26番星
- アニメ『クロムクロ』の続編にあたるスピンオフ小説「秒速29万Kmの亡霊」における舞台。

### ラランド21185 (別名： グリーゼ411、BD +36°2147)
ラランド21185
- グレゴリー・ベンフォードの『星々の海をこえて』Across the Sea of Suns (1984)では、2021年、地球から8.21光年離れた同星系が発信源と考えられる謎の信号(地球の過去のラジオ放送のリピート)が受信され、人類は急遽バサード・ラムジェット船ランサー号を建造し、同星系へ派遣する。

### りゅう座アルファ星(トゥバン)
りゅう座アルファ星
- クリフォード・D・シマックのSF小説『中継ステーション』Way Station (1963)では、主人公である地球人イーノック・ウォレスは、異星人連合にスカウトされて、彼らが地球に秘密裏に設置した星間旅行者転送用中継ステーションの管理人を任されている。ある日、おみやげ(彫刻用木材)をくれたトゥバン第6惑星からの旅行者に謝意を表し、旅行者が次のステーションへ旅立つまでのしばらくの間、会話を交わす。

### りゅう座シグマ星(Alsafi、シグマ・ドラコニス)
りゅう座シグマ星
- クリストファー・パオリーニの小説『星命体』 To Sleep in a Sea of Stars (2020年) - りゅう座シグマ星系の第二惑星ゼウスがゴルディロックスゾーンに軌道を持つ巨大ガス惑星とされ、第1部ではゼウスの衛星のひとつであるアドラステイアを調査中のチームが描かれる。その後、物語は61シグニ（はくちょう座61番星）に進む。
- フランク・ハーバートの《デューン》シリーズでは、前史として、同星に近い惑星コリン(自由浮遊惑星の可能性がある)で、人類と思考機械の戦いであるブトレリアン・ジハドの最終決戦である「コリンの戦い」 Battle of Corrin が行われ、多大な犠牲のもとに人類が辛勝する。この戦いで著しい武勲を立てたサルサ・セカンダス出身の有力一族が、コリンの名にちなむ公家コリノを興し、以後、約1万年後にポール・アトレイディーズ(Muad'Dib  ムアディーブ)が興したアトレイディーズ朝に王権を譲渡するまで、コリノ朝帝国が銀河系を支配することになる。

### おおぐま座イプシロン星(アリオト)
おおぐま座イプシロン星
- アン・マキャフリイの『歌う船』The Ship Who Sang (1969)の第3章「殺した船」では、頭脳船ヘルヴァと相棒の筋肉役キラがアリオト星系の荒涼とした惑星を訪問するが、そこでは放浪頭脳船が死を崇めるカルト集団の女神として崇拝されていた。

### うしかい座ミュー星(アルカルロプス)
うしかい座ミュー星
- フランク・ハーバートの《デューン》シリーズに登場する惑星国家イックス(Ix)は、この星系の第9惑星である。作品中では、ローマ数字の9に因んでイックスの名称で呼ばれていると説明されている。イックスは惑星国家リチェスとともに、ブトレリアン・ジハド Butlerian Jihad で実質的に禁止されたはずの電子機器の製造が例外的に認められており、帝国内の他の惑星に様々な科学工芸品を供給している。

### レチクル座ゼータ星
レチクル座ゼータ星
- 1961年に起こったとされるUFOによる誘拐事件（ヒル夫妻誘拐事件、ゼータ・レティクル事件）では、夫妻の証言から、UFOに乗っていた宇宙人（グレイ）が来たのはレチクル座ゼータ連星系の惑星からではないかという推測がUFO研究家たちによりなされている。UFOやグレイをレチクル座ゼータ星と結びつける創作物も多い。
- 遊☆戯☆王オフィシャルカードゲームには『ゼータ・レティキュラント』Zeta Reticulant (レチクル座ゼータ星人)という闇属性・天使族の最上級モンスター(星7、攻2400、守2100)が存在する。効果モンスターであり、(1)このカードが墓地に存在する時には、相手フィールドのモンスターが除外される度にイーバトークン1体を特殊召喚する誘発効果と、(2)自分フィールドのイーバトークン1体をリリースして手札から特殊召喚できる効果を持つ。
- エイリアンシリーズの一作目『エイリアン』の冒頭に登場する小惑星「LV-426」があるのは、レチクル座ゼータ第2星系に属するガス惑星の衛星の一つとされている。シリーズ二作目の『エイリアン2』ではこの小惑星が主な舞台になる。
- 米国の都市伝説「プロジェクト・セルポ」(Project Serpo)では、1960年代に米国政府は、この名の極秘プロジェクトで、「ロズウェル事件」の生き残りの宇宙人イーブの協力により、イーブの母星である同星系(連星系)の惑星セルポへアメリカ軍人12名を交換留学に出したが、事故や放射線障害により全員したとされる。
- 龍幸伸による漫画『ダンダダン』に登場するセルポ星人は、同星系(連星系)の惑星セルポから、地球人の性器を研究するために地球に潜入している。

### ベテルギウス
ベテルギウス
- 石原藤夫の《惑星シリーズ》にはベテルギウス人という小悪党種族が登場する。かなり弱いし、頭もあまり良くなく、弱いものには尊大で冷酷であるが、ヒノやシオダのような猛者に追い詰められると恐怖のあまり失神してしまうという設定である。地球のシンジケートの手先としても使われている模様である。
- 星野之宣のSF漫画『緑の星のオデッセイ』（『2001夜物語』所収）の舞台は同星系の惑星オデッセイである。

### ペガスス座ニュー星
ペガスス座ニュー星
- ロバート・A・ハインラインのSF小説『スターマン・ジョーンズ』Starman Jones (1953)では、主人公のマックス・ジョーンズが偽の経歴で首尾よく下級乗員として乗り込んだ宇宙船アスガルドは、当初同星系の植民惑星ハルシオン Halcyon を目指していたが、乗員の航法ミスにより未知の宙域に飛ばされ、帰還できなくなる。

### はくちょう座X-1 (Cygnus X-1)
はくちょう座X-1
- クリス・ボイスのSF小説『キャッチワールド』Catchworld (1975)では、恒星間ラムジェット艦「憂国」(田村邦夫艦長)より後に地球を出発し、先にアルタイルに到着して待ち構えていたFTL船(超光速船)の頭脳であるマクロブレイン(人脳を改造した存在)は、ブラックホールであるはくちょう座X-1(作品中の表現では「白鳥座コラプサー」)をエネルギー源にしていたが、憂国MI(マシン・インテリジェンス)と統合された田村のサイコアタックによりX-1との間のサイコブリッジを破壊され敗北した。
- カナダのロックグループ、ラッシュに、『Cygnus X-1』という連作曲("Book I: The Voyage"(1977年)、"Book II: Hemispheres"(1978年))がある。

### おおいぬ座VY星
おおいぬ座VY星
- 日本のロックグループ、andymoriのSAWASDEECLAP YOUR HANDSという楽曲の歌詞に登場する。

### ベガ(ヴェガ)（こと座アルファ星）
ベガ
- カール・セーガンのSF小説(およびその映画化版)『コンタクト』Contact (1985)では、SETIプロジェクトの研究者エリナー・アロウェイが、同星系が発信源である、知的生命体からのメッセージと考えられる、電波信号の受信と解読に成功するが、地球は政治的、宗教的混乱に陥る。
- クリフォード・D・シマックのSF小説『中継ステーション』Way Station (1963)では、異星人連合によって地球に秘密裏に設置された星間旅行者転送用中継ステーションの管理人を勤める、主人公の地球人イーノック・ウォレスのもとに、中継ステーションの閉鎖が決定されたとの知らせが届く。数年前にウォレスの目前で突然死し、地球に埋葬されていたベガ人旅行者の遺体が、CIA職員により発掘され、これに怒ったベガ人たちの抗議に基づく措置であった。
- ロジャー・ゼラズニイのSF小説『わが名はコンラッド 』...And Call Me Conrad (1966)では、「三日戦争」と呼ばれる核戦争により地球はほぼ壊滅、人口は400万人にまで減少、地球の大部分はベガ人により観光地として買収されていた。成り行きで人類を統率する不死の男コンラッド(最古の記憶は古代バビロニアの兵士だったこと)は、何か秘密の目的を持っているらしいベガ人の有力者コルトと、気乗りのしないまま交渉を行うことになる。

### プロキオン（こいぬ座アルファ星）
プロキオン
- T・J・バスのSF小説『神鯨』The Godwhale (1974) では、地球から同星系の惑星を目指して出発した植民宇宙船「ディーバーの箱舟」Dever's Ark は、不明な理由により任務に失敗し地球に帰還するが、海没したまま人類から忘れ去られる。

### デネブ（はくちょう座アルファ星）
デネブ
- エドモンド・ハミルトンのSF小説シリーズ《キャプテン・フューチャー・シリーズ》Captain Future series の第15話『人工進化の秘密！』Star of Dread (1943) では、古代遺跡から発掘された人工進化技術を悪用しようとする科学者を追って、フューチャーメンたちは、人類の故郷と目される同星系の惑星アー(Aar)に向かう。
- ジェイムズ・ティプトリー・Jr.のSF短編小説集『たったひとつの冴えたやりかた』 The Starry Rift (1986) では、プロローグ「デネブ大学の中央大図書館にて」In the Great Central Library of Deneb University に続いて、同図書館の司書が異星人の学生カップルのために用意した、3つの歴史資料が示される体裁になっており、その第1話が邦訳表題作『たったひとつの冴えたやりかた』The Only Neat Thing to Do である。
- 半村良のSF小説『虚空王の秘宝』(初出、徳間書店『SFアドベンチャー』、1992年)では、秘密組織(表向きは虚空蔵菩薩を祀る宗教団体)により密かに集められた露木一郎ら400人のクルーは、秩父山中に隠されていた全長10㎞に及ぶ巨大な宇宙船によって、同星系の第9惑星に向かう。

### ケフェウス座18番星
ケフェウス座18番星
- アイザック・アシモフのSF短編小説『袋小路』Blind Alley (1945)では、銀河帝国は死滅中の惑星で非人類の知的生物種を発見し、保護のために同星系の惑星に移住させる。

### ぎょしゃ座ベータ星
ぎょしゃ座ベータ星
- ハリー・ハリスンのSF3部作 To the Stars の第1作『ホーム・ワールド』Homeworld (1981)では、強固な独裁制の階級社会となった地球で、上流階級に属する技術者のヤン・クロズィックが反体制活動(ハッキング)を行うが捕まり、同星系の植民惑星である第3惑星・ハルブモークに流刑となる。

### ヘルクレス座110番星
ヘルクレス110番星
- 堀晃のSF短編小説『太陽風交点』(初出、早川書房『S-Fマガジン』、1977年3月号)は、同星系の宇宙空間が舞台である。

## 星団・星雲など

### 北斗七星
北斗七星
- 獣神演武 - 主人公達の称号と守護星に本星群の恒星の中国（密教）名が用いられ、その各星の宿命が宛行われている。その為に破軍と貪狼を持つ主人物二名は共に相反目しあい戦いあう宿命となっている。星の名を解説する際と又宿業に従い主人公にある宿命が訪れる時等に天空の実星の輝きが変化する演出がある。

### M45プレアデス星団
プレアデス星団（すばる）
- 劇団昴
- ハワイのマウナケア山頂にある国立天文台の光学赤外線望遠鏡の名称は一般公募の中から選ばれ、すばる望遠鏡と命名された。
- SUBARUのブランド名で日本車を生産しているSUBARUのロゴマークに採用されている。ただし、使用しているマークは実際のプレアデス星団とは形が異なる。富士重工業の創業時に合併した6社の旧中島飛行機系の企業を表している。またアルシオーネ・マイア・アステローペなど車名に星の名前が用いられている。また、富士重工業が開発した軽飛行機FA-200には「エアロスバル」の名をつけている。また2017年（平成29年）4月1日には「株式会社SUBARU」に商号を変更することとなった。
- 2009年12月に、富士重工から屈折式天体望遠鏡「SUBARUメローペ80A」が発売になった。メローペはプレアデス星団の星の名前から名付けられた。
- ガイナックスと富士重工業とのタイアップによって製作されたSFアニメ「放課後のプレアデス」が存在する。主人公の名前は「すばる」。
- 国鉄は1963年10月より、東京駅・大阪駅間で運行した寝台急行列車に「すばる」の愛称を付けた。東海道新幹線の開業により、1年後の1964年10月に廃止となって以後、「すばる」の愛称は国鉄・JRで使われていないが、JR西日本の寝台特急「トワイライトエクスプレス」の食堂車は、「ダイナープレヤデス」の愛称を持つ。
- 女子サッカークラブ清水第八プレアデス。全日本女子サッカー選手権大会7連覇に因み、2007年に改称。
- ホロライブ所属のVTuber 大空スバル及び、彼女の歌う楽曲「ぷ・れ・あ・で・す！」のタイトル。

### コールサック
コールサック
- 宮沢賢治『銀河鉄道の夜』 （物語の終盤で「石炭袋」という名前で登場する）
- ラリー・ニーヴン、ジェリー・パーネルのSF長編小説『神の目の小さな塵』 The Mote in God's Eye (1974) の舞台は、地球から見てコールサック星雲の反対側に当たるトランスコールサック星域 (Trans-Coalsack sector)である。

### 馬頭星雲
馬頭星雲
- 筒井康隆の『馬の首風雲録』(1967) では、オリオン座の「馬の首星雲」内のある星系に住む、外見が犬に似た知的生物の悲惨な内戦（実は地球人類が裏で煽っている）が描かれている。
- アイザック・アシモフのSF小説『暗黒星雲の彼方に』The Stars, Like Dust (1951) の舞台は、ティラン帝国が支配する馬頭星雲の周辺および星雲内部である。一応ファウンデーションシリーズと同じ時間軸に属し、時代的にはトランター帝国の勃興前夜に当たる。
- SF特撮シリーズ『平成ウルトラセブン』シリーズの最終章“EVOLUTION”5部作(バップ、2002年)においては、ウルトラセブンは前作『ウルトラセブン1999最終章6部作』のラストで、宇宙の掟に背いて地球の先住種族であるノンマルトの攻撃から地球人を守ったがゆえにM78星雲の同胞から断罪され、馬の首暗黒星雲(馬頭星雲)の闇の中に幽閉されていた。
- 諸星大二郎の漫画『暗黒神話』では、日本神話の天岩戸の逸話で、スサノオが天照大神の機屋（はたや）に投げ込んだ「皮を剥いだ天斑駒」が馬頭星雲であったとする。主人公の力によって地球付近へと移動しており、最終話では地平線から登ってくる馬頭星雲が大きく見える風景が描かれる。

### M78とM87
M78とM87
- 日本の特撮番組『ウルトラマン』では、主人公のヒーロー、ウルトラマンの出身地は「M78星雲」であるとされている。これは当初の設定ではM87に由来する「M87星雲」にする予定であったが、企画書でM78と誤植されたため、現在の形となった。そのため、特異な性質を持つ星雲（正確には銀河である）であるM87ではなく、地球から見て明るい以外にこれといった特徴のない星雲であるM78が名前となった。

### かに星雲
かに星雲

#### ドラマ
- SF特撮ドラマシリーズ『マグマ大使』(ピー・プロダクション、1966年～1967年)の第45話「日光に現れた海坊主の謎」から第48話までの4話では、交通事故で孫を失った宮司の憎しみが、かに星雲の超電磁波を呼び寄せ、海坊主のような怪物を出現させて車を襲う。地球征服を企む宇宙の帝王ゴアは宮司を利用して、さらに強力な電磁波怪獣カニックスを出現させる。

#### 小説
- マレイ・ラインスターの1945年のSF小説『最初の接触』First Contact (1945)では、人類の超光速宇宙探査船ランヴァボンは、かに星雲の内部、二重星の近傍で、異星人のものと思われる宇宙船と遭遇。下手に接触を行うと、友好的か敵対的かが不明な相手に、地球の位置など致命的な情報を渡しかねない。多分相手も同じ懸念を抱いているだろうと推測され、互いに手を出せない膠着状態に陥る。

### 網状星雲(はくちょう座)
網状星雲
- SF特撮ドラマ『光速エスパー』(1967～1968年、日本テレビ系)の第14話「宇宙から来た幽霊船」では、河口湖付近に、はくちょう座星雲から飛来したと思われる円盤が落下、乗員は大気圏突入時の熱で蒸発。地球征服を企むギロン星人は、この円盤を利用して東京を破壊するが、主人公の少年、東ヒカル＝光速エスパーによって制圧される。以降、円盤はヒカルの父・東正人(本当は当人は死亡しており、エスパー星人が憑依している)の愛機となって数回活躍している。

### M13 ヘルクレス座球状星団
M13
- K・H・シェール他によるSF大長編小説《宇宙英雄ペリー・ローダン》Perry Rhodan シリーズに登場する、テラナー（地球人類）がファーストコンタクトし、宇宙に進出するための高度な技術を授けてくれた恩人である星間帝国アルコン Arkon は、同球状星団を中心とした宇宙文明である。

## 銀河・銀河団など

### 銀河系
銀河系

- 銀河英雄伝説アニメ版の設定ではゴールデンバウム朝銀河帝国は銀河系のオリオン腕に、自由惑星同盟はサジタリウス腕にあるとされる。
- 堀晃のSF長編小説『バビロニア・ウェーブ』では、太陽系から3光日の距離に、銀河面を垂直に貫く直径1200万キロ、全長5380光年に及ぶレーザー光束の定在波が発見され、「バビロニア・ウェーブ」と命名される。やがて、銀河系を覆うレーザー光束のネットワークの存在が明らかになり、人類はこれを渡って航行するレーザー推進船「イシュタルの鏡」を発進させる。
- エドモンド・ハミルトンの『スターキングへの帰還』Return to the Stars (1968)では、主人公の地球人ジョン・ゴードンは、フォーマルハウト王国の首都惑星アティ Hathyr から、ディスラプターを装備した帝国艦隊旗艦に座乗するザース・アーン王子に対して、ハハーン艦隊の潜伏先として、ハハーン人 H'Harn との精神交換で得られた「ほ座腕 (Vela Spur) の終端の直ぐ先。新型レーダー遮蔽装置装備」という情報を送信している。

### 大マゼラン雲
大マゼラン雲
- 宇宙戦艦ヤマト - 「大マゼラン星雲」の呼称で登場。放送当時は地球からの距離は「14万8000光年」とされていた。
- 宇宙戦艦ヤマト2199 - 「大マゼラン銀河」の呼称で登場。地球からの距離は「16万8000光年」に変更された。
- ジェイムズ・ブリッシュの『地球人よ、故郷に還れ』 Earthman, Come Home (1955)では、はるか昔にスピンディジー航法システムによって地球を離れ、宇宙をさまよう宇宙都市となっていたニューヨーク市は、大マゼラン雲に到達し、安住の地「新地球」を建設する。

### 小マゼラン雲
小マゼラン雲
- エドモンド・ハミルトンの『スターキングへの帰還』Return to the Stars (1968)では、人類と非人類の対立が噴出する2000世紀の中央銀河系帝国に、 小マゼラン雲に起源を持ち、他種族との精神交換能力を持ったハハーン人 H'Harn が襲いかかろうとしていた。なお、魔夜峰央の漫画『パタリロ!』第31巻「時間よ止まれ」にハハーン人が登場する。

### 局所銀河群
- マクロスFに登場するバジュラは、交配の為最低でも局所銀河群を行動域に含める。

### NGC 253
NGC 253
- アメリカのテレビドラマ『THE EVENT/イベント』のエピソード"Inostranka"では、地球を訪れた異星人の出身がNGC 253であった。

### NGC 891
NGC 891
- ジョン・カーペンターによる1974年の映画『ダーク・スター』のサウンドトラックには、When Twilight Falls On NGC 891という曲が収録されている。
- エドガー・フローゼの最初のソロ・アルバム『アクア』には、「NGC 891」という曲が収録されている。

### NGC 4565
NGC 4565
- 小説『銀河連合日本』に登場する物語中の異星人が呼称する『ティエルクマスカ銀河』として登場。

### NGC 4594 ソンブレロ銀河
ソンブレロ銀河
- K・H・シェール他によるSF大長編小説《宇宙英雄ペリー・ローダン》Perry Rhodan シリーズに登場する、テラナー（地球人類）に酷似したヒューマノイド種族であるカピン族は、グルエルフィン銀河（ソンブレロ銀河）を支配圏に置いている。実は、カピン族は20万年前に地球を訪れており、原住民と交雑してレムール人(第一次人類、テラナーの直接の祖先)を生み出した、テラナーの高祖種族であることが後に明らかになる。

### M31 アンドロメダ銀河
アンドロメダ銀河
漫画
- 松本零士『銀河鉄道999』 - 「機械の体をタダでくれる星」のある銀河系として登場している。アニメ版でも同じ設定である。
- 光瀬龍原作・竹宮惠子作画のSF漫画(およびアニメ化作品)『アンドロメダ・ストーリーズ』(1982)の舞台は、地球に生命が発生する前の時代、アンドロメダ銀河の片隅に位置する惑星アストゥリアスという設定である。

アニメ
- 『宇宙戦艦ヤマト2』 - 劇中に登場する敵勢力・白色彗星帝国ガトランティスは、この銀河系（劇中では「アンドロメダ星雲」と呼ばれる）にある星々を全て制圧したあと、地球侵略を企てている。
- アンドロメダ級宇宙戦艦 - 同上の宇宙戦艦ヤマトシリーズに登場するネームシップ。
- SFテレビアニメ『伝説巨神イデオン』（1980年、サンライズ制作）の主な舞台。

### M33 さんかく座銀河
さんかく座銀河
- A・E・ヴァン・ヴォークトのSF長編小説『宇宙船ビーグル号の冒険』The Voyage of the Space Beagle (1950)では、同銀河系は、それと同程度の巨大なガス状生命体『アナビス』に完全に覆われ支配されている。アナビスと人類の科学調査船『ビーグル号』が遭遇する。

### グレート・アトラクター
グレート・アトラクター

## その他
- スタージェット (旅客機) - 1等星の愛称がつけられている[22]。